# 富文镇
富文镇，是中华人民共和国海南省定安县下辖的一个乡镇级行政单位。

## 行政区划
富文镇下辖以下地区：
石门村、新联村、九所村、潭陆村、大里村、南埠村、田头村、大坡村、高塘村和白鹤村。